# Västra Hagen
Västra Hagen is een plaats in de Zweedse gemeente Kungsbacka in de provincie Hallands län en het landschap Halland. De plaats heeft 810 inwoners (2005) en een oppervlakte van 167 hectare.